# Corrado Gini
Corrado Gini, född den 23 maj år 1884 i Motta di Livenza, Treviso i Italien, död 13 mars 1965 i Rom, var en italiensk statistiker, demograf och sociolog, som utvecklade Gini-koefficienten, ett mått på inkomstskillnaderna i ett samhälle.

## Biografi
Gini föddes i en gammal jordägarfamilj. Han studerade vid den juridiska fakulteten vid universitetet i Bologna, där han förutom juridik studerade matematik, ekonomi och biologi.
Ginis vetenskapliga arbete gick i två riktningar, dels mot samhällsvetenskap och dels mot statistik. Hans intressen sträckte sig långt utanför de formella aspekterna av statistik och mot de lagar som styr biologiska och sociala fenomen. Hans första publicerade arbete var Il sesso dal punto di vista statistico (1908). Arbetet är en genomgång av könsfördelningen, jämförelser av tidigare teorier och presenterar en ny hypotes för att förklara statistisk data. Framförallt presenterade han bevis för att sannolikheten att få barn av ett visst kön till viss grad är ärftlig.
År 1910 tillträdde han som chef för statistiska institutionen vid universitetet i Cagliari och sedan vid universitetet i Padua 1913. Han grundade också den statistiska tidskriften Metron 1920 och var dess chef till dess att han dog 1965. Gini blev professor vid Sapienza-universitetet i Rom år 1925. Där föreläste han i sociologi fram till sin pensionering. Han startade också School of Statistics år 1928 och fakulteten för statistik, demografi och försäkringsvetenskap år 1936.

### Under fascismen
1926 utsågs Gini till chef för centrala statistikinstitutet i Rom, vilket han organiserade till ett center för italienska statistiktjänster. Han var nära vän till Mussolini under 1920-talet, men avgick 1932 i protest mot den fascistiska statens inblandning i hans arbete. År 1927 publicerade han en avhandling som behandlade den vetenskapliga grunden för fascismen.
År 1929 grundade Gini den italienska kommittén för studier av demografiska problem (Comitato italiano per lo studio dei problemi della popolazione), som två år senare organiserade den första befolkningskongressen i Rom.
Vid sidan om sitt demografiska arbete var Gini även eugenist, och i egenskap av sådan ledde han en expedition för att kartlägga polska populationer, bland dem karaiterna, (ättlingar till Karaimerna). Han var under 1920-talet anhängare av fascismen, och uttryckte sin förhoppning om att Nazityskland och det fascistiska Italien skulle stå som segrare i andra världskriget. Han stödde dock aldrig någon åtgärd för uteslutning av judar.

### Italienska unioniströrelsen
Den 12 oktober 1944 grundade Gini tillsammans med den kalabriske aktivisten Santi Paladino och statistikerkollegan Ugo Damiani den italienska Unionist-rörelsen (Movimento Unionista Italiano), med ett emblem bestående av USA:s flagga, den italienska flaggan och en världskarta. Enligt de tre männen borde USA:s regering sammanföra alla fria och demokratiska nationer runt om i världen och därmed förvandlas till en världsregering, för att låta Washington hålla jorden i ett ständigt tillstånd av fred. Partiet existerade fram till 1948, men hade liten framgång och dess mål stöddes inte av USA.

## Hedersbetygelser
Gini tilldelades hedersdoktorat i 
- Ekonomi vid Catholic University of the Sacred Heart i Milano (1932),
- Sociologi vid Université de Genève (1934),
- Sciences vid Harvard University (1936),
- Samhällsvetenskap vid universitetet i Cordoba, Argentina (1963).